# Maurice Levillain
Pour les articles homonymes, voir Levillain.
Maurice Levillain, né le 2 avril 1892 à Paris et mort le 18 octobre 1974 dans la même ville, est un homme politique socialiste puis collaborationniste français.
D'abord engagé à la Section française de l'Internationale ouvrière (SFIO) et proche de la Ligue internationale contre le racisme et l'antisémitisme (LICA), il rejoint les néo-socialistes en 1933. Sous l'Occupation, il adhère pleinement à la Collaboration en devenant le vice-président du Rassemblement national populaire (RNP), mouvement fondé par Marcel Déat et en se livrant à des dénonciations d'opposants pour le compte de la Gestapo. Après la guerre, il est jugé pour Collaboration et est condamné à une peine de travaux forcés avant d'être acquitté en 1951.

## Biographie

### Conseiller municipal socialiste
Il fut conseiller municipal SFIO de Paris (quartier de Charonne) et conseiller général de la Seine avant de devenir président du conseil général de la Seine. Il fut également sympathisant de la LICA. 

### Durant l'Occupation
Sous l'occupation allemande (1940-1944), il est membre dirigeant du Rassemblement national populaire (RNP), parti collaborationniste de Marcel Déat ; il en est vice-président à partir de janvier 1943. Il se livre à des dénonciations.

### Procès pour Collaboration
Il a été soupçonné lors de son procès à la Libération d'être un agent du Sicherheitsdienst.

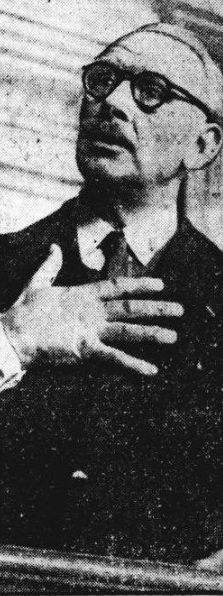
Maurice Levillain en 1947 lors de son procès pour Collaboration.

## Sources
- Simon Epstein, Un paradoxe français. Antiracistes dans la Collaboration, antisémites dans la Résistance, éd. Albin Michel.
- R. Handourtzel et C. Buffet, La collaboration... à gauche aussi, Ed. Perrin, Paris, 1989.
- Pierre Philippe Lambert et Gérard Le Marec, Partis et mouvements de la Collaboration, Ed. Grancher, 1993.